# Dieter Pürschel
Dieter Pürschel (né le 7 février 1941 à Weißwasser) est un joueur professionnel allemand de hockey sur glace.

## Carrière
Dieter Pürschel joue au Dynamo Weißwasser à partir de 1959 puis au SC Dynamo Berlin de 1963 à 1970.
Avec l'équipe d'Allemagne de l'Est, il participe aux Jeux olympiques de 1968. L'équipe est éliminé du 1er tour à la dernière place sans marquer de point. Pürschel arrête 141 tirs après six matchs et encaisse 31 buts ; son taux de réussite est de 81,9%.
Dieter Pürschel arrête sa carrière de joueur à 29 ans pour une carrière politique mais choisit finalement d'être entraîneur de patinage de vitesse.